# 渡辺竜之佑
渡辺 竜之佑（わたなべ りゅうのすけ、1994年〈平成6年〉8月24日 - ）は、日本のプロバスケットボール選手。沖縄県出身。ポジションはポイントガード兼シューティングガード。B.LEAGUE・京都ハンナリーズ所属。

## 来歴
伊佐勉からプレーを評価されており、福井と京都には同じタイミングで移籍している。

## 経歴
沖縄市立コザ中学校 - 福岡第一高校 - 専修大学 - 琉球 - 新潟 - SR渋谷 - 福井 -京都